# Molophilus amphacanthus
Molophilus amphacanthus är en tvåvingeart som beskrevs av Alexander 1952. Molophilus amphacanthus ingår i släktet Molophilus och familjen småharkrankar. Inga underarter finns listade i Catalogue of Life.